# Плитвицький Кривавий Великдень
Пли́твицький Крива́вий Вели́кдень (хорв. Plitvički Krvavi Uskrs) — інцидент, що стався пізньою весною 1991 року в районі Національного парку Плитвицькі озера в Хорватії, в ході якого відбулося перше серйозне загострення відносин центрального уряду Югославії і республіканської влади Хорватії. В ході Плитвицьких подій з'явилися перші вбиті та поранені в конфлікті, що розпочинався.

## Передісторія
У травні 1990 року партія Хорватська демократична співдружність, очолювана лідером радикальних націоналістів Франьо Туджманом, перемогла на перших багатопартійних виборах до місцевого парламенту. Туджман виступав за вихід Хорватії зі складу Югославії. Сербське населення республіки було охоплено страхом перед можливими проявами геноциду, подібно до того, який влаштовували усташі в період окупації Югославії під час Другої світової війни.

## Хід подій
29 березня хорватські правоохоронці зустріли серйозний опір сил сербської територіальної оборони під керівництвом Мілана Мартича, підтримуваних загонами добровольців з Сербії під командуванням Воїслава Шешеля (цей факт достеменно не встановлено, оскільки розслідування справи проти Шешеля в Гаазькому трибуналі не завершено). Уряд Туджмана вирішив повернути парк силою.
31 березня, у великодню неділю, хорватська поліція увійшла в національний парк, щоб вигнати сербів. Сербські загони влаштували засідку на автобус, що перевозив хорватських правоохоронців дорогою на північ від Кореніце, в результаті чого відбулася перестрілка. У ході зіткнень було вбито дві людини, один хорват і один сербський поліціянт, 20 людей дістали поранення, 29 сербських ополченців і поліціянтів було захоплено в полон хорватськими силами. Серед в'язнів був, зокрема, Горан Хаджич, який пізніше став президентом Республіки Сербська Країна.
У ніч на 31 березня пройшло засідання Президії союзного уряду Югославії, де обговорювалася ситуація на Плитвицьких озерах. Югославській народній армії (ЮНА) було віддано наказ втрутитися, щоб створити буферну зону між двома сторонами, і тим самим покласти край бойовим зіткненням.
2 квітня командування ЮНА наказало спеціальним підрозділам хорватської поліції покинути національний парк, що вони і зробили.